# Mountain
Mountain a fost o formație americană de muzică rock înființată în Long Island, New York în 1969. Alcătuită inițial din Leslie West⁠(d) (solist și chitară), Felix Pappalardi⁠(d) (bas), Steve Knight (claviatură) și N.D. Smart⁠(d) (baterie), grupul s-a despărțit în 1972, dar s-a reunit de mai multe ori pe parcursul anilor până la moartea lui West în 2020. Cunoscută pentru melodiile „Mississippi Queen⁠(d)” - și „Long Red⁠(d)”, respectiv pentru participarea la Festivalul de la Woodstock în 1969, Mountain este una dintre formațiile care au influențat dezvoltarea genului heavy metal în anii 1970. Stilul muzical al grupului a constat în principal din hard rock, blues rock și heavy metal.

## Istorie

### 1969-1972
La începutul anului 1969, Leslie West⁠(d), fost membru al formației R&B din Long Island, The Vagrants⁠(d), a înființat grupul Leslie West Mountain împreună cu Norman Landsberg (clape, bas) și Ken Janick (baterie). În aceeași perioadă, fostul colaborator/producător Cream și The Vagrants, Felix Pappalardi⁠(d), și-a dorit să înregistreze melodiile lui West. Nemulțumit de lipsa de succes a primului său proiect, West a fost influențat puternic de Cream. A fost dezamăgit de comunitatea R&B și blues a anilor 1960, fapt care l-a motivat să pună bazele unui proiect muzical caracterizat de un stil mai brutal influențat de Eric Clapton.
Pappalardi a respins demo⁠(d)-urile trioului West-Landsberg-Janick, dar a acceptat să cânte la bas pe albumul de studio Mountain⁠(d) al lui West. Acesta a fost înregistrat împreună cu Landsberg și N. D. Smart⁠(d), fostul baterist al formației Remains⁠(d). Albumul ieșea în evidență datorită vocii dure a solistului, influențelor blues și notelor de bas cântate de Pappalardi.
Și-au ales numele „Mountain” după albumul solo lansat de West în 1969; West, Pappalardi, Smart și Knight au susținut spectacole pe coasta de vest înainte să ajungă pe scena celebrului Festival de la Woodstock din 1969 din Bethel, New York⁠(d). Mountain au fost primiți cu entuziasm de participanți, dar aceștia nu au apărut în filmul Woodstock⁠(d), iar concertul lor nu a fost inclus pe volumul I al albumului live⁠(d) lansat de festival. Melodiile „Blood of the Sun” (de pe albumul lui West) și „Theme for an Imaginary Western” (o melodie pe care plănuiau să o înregistreze pentru Climbing) au apărut pe cel de-al doilea volum intitulat „Woodstock II”. Totuși, ambele melodii „live” nu au fost înregistrate la festival.
La scurt timp după Woodstock, Smart a fost înlocuit de canadianul Laurence "Corky" Laing⁠(d) și cea mai celebră melodie a formației, „Mississippi Queen⁠(d)”, a fost lansată; aceasta a ajuns pe locul 21 în Billboard Hot 100 și a fost utilizată în filmul cult Vanishing Point⁠(d) din 1971, iar albumul a ajuns pe locul 17.
Aceștia au plecat într-un turneu în 1971, iar în luna ianuarie a aceluiași an au lansat următorul album - Nantucket Sleighride⁠(d). Albumul a ajuns pe locul 16, însă nu a reușit să producă o melodie de succes. Piesa din titlu a fost folosită în Marea Britanie ca temă pentru emisiunea politică Weekend World⁠(d). Primele materiale ale formației au fost apreciate într-o oarecare măsura de critici, dar nu au reprezentat un succes comercial.
După Nantucket Sleighride, formația a lansat Flowers of Evil⁠(d)  în noiembrie 1971, albumul fiind alcătuit din melodii de studio și melodii live înregistrate în cadrul concertului susținut la Fillmore East⁠(d) din New York.
Mountain s-a desființat în februarie 1972, după un turneu organizat în Marea Britanie. Motivul a fost consumul abuziv de droguri în cadrul formației, respectiv oboseala și problemele de auz ale basistului Pappalardi. Un album live intitulat Mountain Live: The Road Goes Ever On⁠(d)  a fost lansat în aprilie 1972.
Pappalardi a revenit la munca de studio, iar West și Laing au înființat West, Bruce and Laing⁠(d) alături de Jack Bruce⁠(d), fostul basist al formației Cream. Prima lor concert a fost la Carnegie Hall, iar noul trio a lansat două albume de studio și unul live în următorii doi ani. După ce Bruce a părăsit brusc grupul în 1973, West și Laing au continuat pentru scurt timp sub denumirea Leslie West's Wild West Show.

## Membrii formației
- Leslie West – chitară, voce (1969–1972, 1973–1974, 1981–1985, 1992–1998, 2001–2010; mort 2020)
- Felix Pappalardi – chitară bas, voce, claviatură (1969–1972, 1973–1974; mort 1983)
- Steve Knight – claviatură (1969–1972; mort 2013)
- Corky Laing – baterie, percuție (1969–1972, 1973–1974, 1981–1985, 1992–1998, 2001–2010)

## Discografie

### Albume de studio
| An                                          | Titlu                | Loc în topurile mondiale | Loc în topurile mondiale | Loc în topurile mondiale | Loc în topurile mondiale | Loc în topurile mondiale | Loc în topurile mondiale | Certificate⁠(d) |
| An                                          | Titlu                | US                       | CA                       | AUS                      | GE                       | NO                       | UK                       | Certificate⁠(d) |
| ------------------------------------------- | -------------------- | ------------------------ | ------------------------ | ------------------------ | ------------------------ | ------------------------ | ------------------------ | -------------- |
| 1970                                        | Climbing!            | 17                       | 19                       | —                        | —                        | —                        | —                        | US: Gold       |
| 1971                                        | Nantucket Sleighride | 16                       | 14                       | 38                       | —                        | —                        | 43                       | US: Gold       |
| 1971                                        | Flowers of Evil      | 31                       | 23                       | 39                       | 39                       | 17                       | —                        |                |
| 1974                                        | Avalanche            | 102                      | 91                       | —                        | —                        | —                        | —                        |                |
| 1985                                        | Go for Your Life     | 166                      | —                        | —                        | —                        | —                        | —                        |                |
| 1996                                        | Man's World          | —                        | —                        | —                        | —                        | —                        | —                        |                |
| 2002                                        | Mystic Fire          | —                        | —                        | —                        | —                        | —                        | —                        |                |
| 2007                                        | Masters of War       | —                        | —                        | —                        | —                        | —                        | —                        |                |
| "—" denotă că albumul nu a ajuns în topuri. |                      |                          |                          |                          |                          |                          |                          |                |

### Albume live
| An                                          | Titlu                                             | Loc în topuri | Loc în topuri | Certificate |
| An                                          | Titlu                                             | US            | UK            | Certificate |
| ------------------------------------------- | ------------------------------------------------- | ------------- | ------------- | ----------- |
| 1972                                        | Mountain Live: The Road Goes Ever On              | 63            | 21            |             |
| 1974                                        | Twin Peaks                                        | 142           | —             |             |
| 2000/04                                     | Eruption                                          | —             | —             |             |
| 2013                                        | The Man and the Mountain (Leslie West & Mountain) | —             | —             |             |
| 2019                                        | Live at Woodstock                                 | —             | —             |             |
| "—" denotă că albumul nu a ajuns în topuri. |                                                   |               |               |             |

### Compilații
| An                                       | Titlu                            | Loc în topuri | Loc în topuri | Certificate |
| An                                       | Titlu                            | US            | AUS           | Certificate |
| ---------------------------------------- | -------------------------------- | ------------- | ------------- | ----------- |
| 1973                                     | The Best of Mountain             | 72            | 62            | US: Gold    |
| 1995                                     | Over the Top                     | 142           | —             |             |
| 2004                                     | The Very Best of Mountain        | —             | —             |             |
| 2010                                     | Crossroader – An Anthology 70/74 | —             | —             |             |
| "—" denotes releases that did not chart. |                                  |               |               |             |